# Albano (Stockholm)

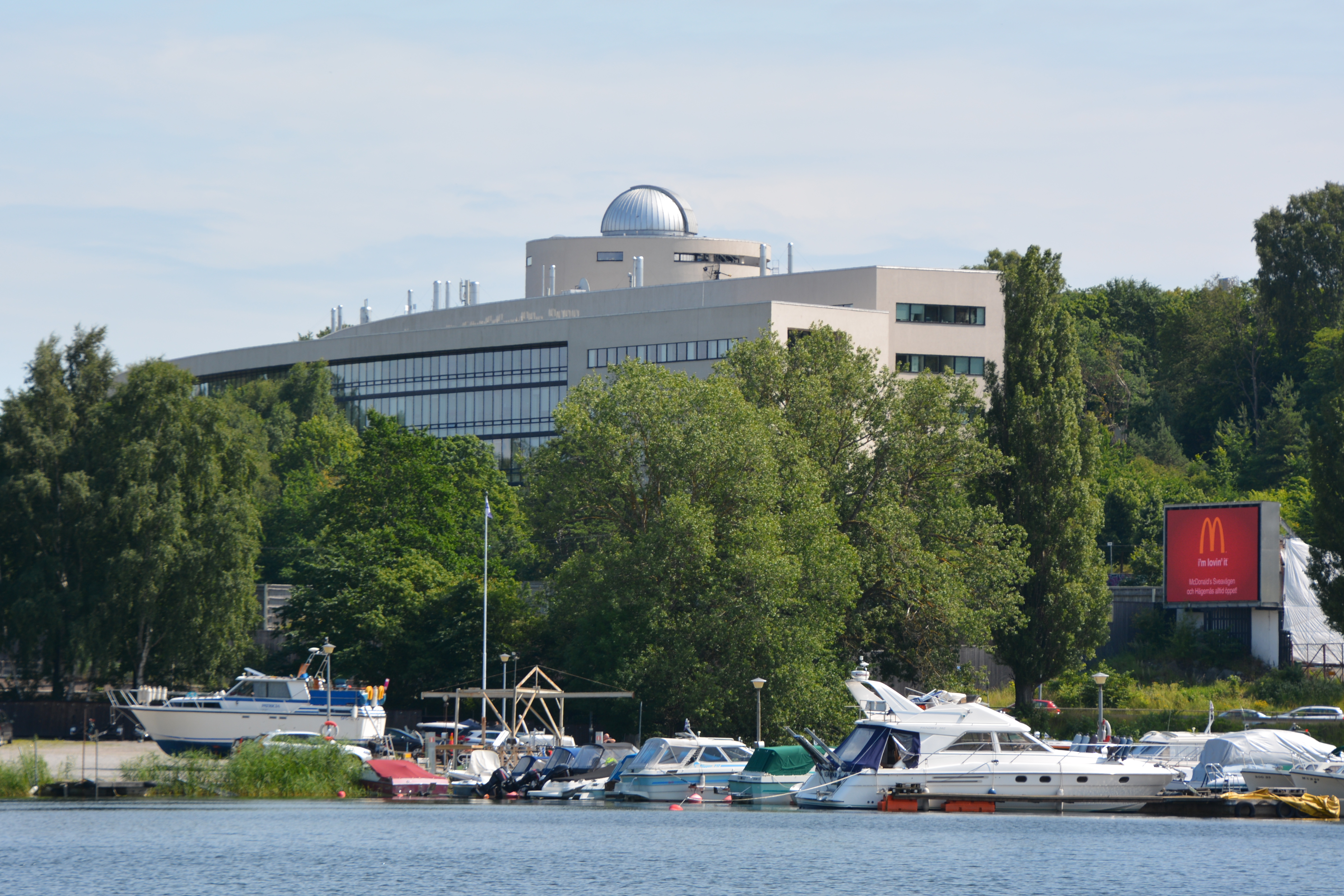
Albano

Albano ist ein ehemaliges Industriegebiet im Norden der Stockholmer Innenstadt, seit 1994 Teil des Königlichen Nationalstadtparks.
Wie viele damals ländliche Gebiete um Brunnsviken, in der Nähe vom Schloss Haga, wurde Albano nach der Italienreise 1783–1784 von Gustav III. von Schweden nach italienischem Vorbild, in diesem Fall Albano Laziale, benannt. Das Gebiet nördlich von heutigem Roslagstull und das Wirtshaus Kräftriket wurden von Carl Michael Bellman besungen in Fredmans epistlar (Nr. 80). Kräftriket bezeichnet heute das Strandgebiet zwischen Albano und Brunnsviken.
Albano entwickelte sich zum Industriegebiet im Norden des damaligen Stockholms am Ende des 19. Jahrhunderts. Die 1882 erbaute Värtabanan von Karlberg nach Värtahamnen und die Roslagsbanan führen durch Albano. Bis 1969 gab es hier auch eine Halte- und Ladestelle Albano. Der Personenverkehr wurde aber schon 1913 stillgelegt.
Nach der Einrichtung des Königlichen Nationalstadtparks 1994 sind die Mehrheit der Industriegebäude heute weggerissen oder leerstehend. Mit der Eröffnung des AlbaNova Universitätszentrums 2001 wurde Albano zum Universitätsgelände und ist heute als Vetenskapsstaden Teil des Campus der Universität Stockholm und der Kungliga tekniska högskolan.